# Iver Schriver
Iver Schriver (* 4. August 1949 in Lemvig, Midtjylland) ist ein ehemaliger dänischer Fußballspieler. Während seiner Laufbahn stand der Stürmer unter anderem beim Vejle BK und dem SK Sturm Graz unter Vertrag. In fünf Länderspielen für die dänische Nationalmannschaft erzielte er sechs Tore, mit Vejle wurde er dänischer Meister und Pokalsieger.

## Karriere

### Sportliche Laufbahn
Nachdem Iver Schriver seine fußballerische Laufbahn in Aulum begonnen hatte, spielte er von 1967 bis 1970 bei Herning Fremad. Danach unterschrieb er einen Vertrag beim Vejle BK, mit dem er seine größten Erfolge feierte. Als treffsicherer Torschütze hatte er erheblichen Anteil daran, dass der Verein 1971 die dänische Meisterschaft und 1972 das Double aus Meisterschaft und Pokal gewann. Nach sechs Spielen für das dänische U21-Team absolvierte er zwischen Juli und September 1971 fünf Freundschaftsspiele für die dänische Nationalmannschaft. Er erzielte dabei sechs Treffer und verhalf den Dänen von Trainer Rudolf Strittich zu fünf Siegen, unter anderem gegen die englischen Amateure und Deutschland. Seine Trefferquote betrug 1,2 Tore pro Spiel, lediglich bei einem torlosen Unentschieden gegen Finnland blieb er erfolglos.
Im Sommer 1972 wechselte Schriver zu Sturm Graz nach Österreich. Anders als seine Landsleute Kurt Stendal und Kjeld Seneca, die im Jahr zuvor bzw. gemeinsam mit ihm nach Graz gekommen waren, konnte er die Erwartungen nicht ganz erfüllen. In zwei Saisonen bestritt er 55 Nationalliga-Partien und erzielte dabei sechs Treffer. Drei davon gelangen ihm allein am 19. Mai 1973 bei einem 5:0-Heimsieg gegen den SV Admira Wiener Neustadt. Die Saison 1974/75 verbrachte der Däne bei Beerschot VAV und erreichte mit dem Verein Platz fünf in der belgischen Meisterschaft. Danach ging er zurück nach Dänemark und spielte wieder für Vejle und Herning, ehe er seine Karriere 1981 beim Kolding IF ausklingen ließ.

### Weitere Karriere
Nach seiner aktiven Laufbahn blieb Iver Schriver dem Fußball als Funktionär erhalten und wurde Vorsitzender seines letzten Vereins Kolding IF. Daneben startete er eine Politkarriere und zog 1998 als Vertreter der sozialdemokratischen Partei in den Stadtrat von Kolding ein. In den folgenden Jahren war er Mitglied und/oder Vorsitzender des Wirtschaftsausschusses, des Planungs- und Umweltausschusses, des technischen Ausschusses sowie des Notfallausschusses der Stadt. Außerdem fungierte er als zweiter stellvertretender Bürgermeister.
Iver Schriver lebt mit seiner Frau Lilly in Kolding. Er ist Vater eines Sohnes und einer Tochter sowie mehrfacher Großvater.

## Erfolge
- Dänischer Meister 1971
- Dänischer Pokalsieger 1971/72